# Гостіщев Олександр Євгенійович
Олекса́ндр Євге́нійович Гості́щев (1983—2024) — підполковник поліції, учасник російсько-української війни

## Життєпис
Народився 19 лютого 1983 в місті Дніпро.
Закінчив Український державний хіміко-технічний університет, 2017 року здобув другу вищу освіту за спеціальністю «право» у Дніпропетровському державному університеті внутрішніх справ. До 2014 року працював у приватному підприємстві директором із розвитку.
З початком війни на сході пішов добровольцем до батальйону «Дніпро-1». З червня 2014 року проходив службу в зоні проведення антитерористичної операції. Брав участь у визволенні Маріуполя, Іловайська та інших операціях на території Донецької області.
З лютого 2015 року — в органах внутрішніх справ. Очолював Жовківське відділення поліції у Львівській області, а потім підрозділи патрульної поліції у прифронтових містах Луганської області Сєвєродонецьку, Лисичанську та Рубіжному. У 2017—2019 роках керував управлінням патрульної поліції в Луганській області.
Очолив управління превентивної діяльності ГУНП на Одещині. 13 грудня 2021 року призначений заступником начальника Головного управління Нацполіції в Одеській області.
У 2022-му знову повернувся на війну. У листопаді 2022 його нагородили орденом Богдана Хмельницького III ступеня за внесок у наступальну операцію на Херсонщині. Командир штурмового полку «Цунамі» штурмової бригади Національної гвардії «Лють».
У грудні 2023 року під час операції в районі Майорська Горлівського району Донецької області взято в полон двох військовослужбовців рф та зачищено дві позиції ворога.
У січні 2024 року разом із підрозділом повернувся до пункту постійної дислокації в місті Одесі.
Загинув разом з кількома офіцерами турецької армії під час ракетного удару по Одесі.

## Нагороди
- Відзнака МВС України «Вогнепальна зброя» (Наказ МВС України № 414 о/с від 13.04.2016 р.).
- Грамота Штабу Антитерористичного центру при СБУ (Наказ СБУ № 270 від 27.07.2021 р.).
- Державна нагорода України — орден Богдана Хмельницького III ступеня (Указ Президента України № 768/2022 від 14.11.2022 р.).
- Почесний нагрудний знак Головнокомандувача Збройних Сил України — «Сталевий хрест» (Наказ Головнокомандувача ЗСУ № 40 від 08.01.2024 р.).